# Hu Zhangbao
Dans ce nom, le nom de famille, Hu, précède le nom personnel.
Hu Zhangbao, (en chinois : 胡 章保), né le 5 avril 1963, est un ancien joueur chinois de basket-ball. Il évolue durant sa carrière au poste de pivot.